# Бичень
Бичень (пол. Byczeń, нім. Baitzen) — село в Польщі, у гміні Каменець-Зомбковицький Зомбковицького повіту Нижньосілезького воєводства.
Населення — 403 особи (2011).
У 1975-1998 роках село належало до Валбжиського воєводства.

## Демографія
Демографічна структура станом на 31 березня 2011 року:
|          | Загалом | Допрацездатний вік | Працездатний вік | Постпрацездатний вік |
| -------- | ------- | ------------------ | ---------------- | -------------------- |
| Чоловіки | 202     | 33                 | 153              | 16                   |
| Жінки    | 201     | 33                 | 114              | 54                   |
| Разом    | 403     | 66                 | 267              | 70                   |